# Малые мидраши
Ма́лые мидра́ши (ивр. мн. ч. «мидрашим» от «мидраш»; «исследование») — в иудаизме, начиная со II века, именование небольших аггадических (о морали) изложений раввинов относительно содержания или смысла священных книг, либо отдельных предметов исторического или этического характера. Исследования большого формата называются «большими», «великими» («Мидраши Рабба»).

## Основные малые мидраши
ЕЭБЕ приводит список из 18 «мидрашим»:
- «Мидраш Абхир» — на первые две книги Торы (сохранились только фрагменты);
- «Мидраш Аль Итхалель» — эпизоды из жизни царя Давида, мудрого Соломона и богатого Кораха, служащие иллюстрацией к Иер. 9:22;
- «Мидраш Асерет ха-Диброт» (X век) — посвящён празднику «Шавуот»;
- «Мидраш Ва-Иехулу» (гомилия);
- «Мидраш Ва-Иисау» — собрание «героических сказаний о сыновьях Иакова»;
- «Мидраш Ва-Иоша» — о седьмом дне еврейской Пасхи (Песах);
- «Мидраш Галлель» — см. «мидраш Псалмы»;
- «Мидраш Диврей Ха-Йамим шель Моше» — поэтическое, изукрашенное легендами жизнеописание Моисея;
- «Мидраш Леху Неранена» — гомилия («песикта») для праздника Ханукки (сохранились только фрагменты);
- «Мидраш Маасе Тора» — сборник доктрин и правил жизни из различных источников и расположенных в виде малых групп (от 3 до 10);
- «Мидраш Птират Аарон» — о недостатке в воде во время странствования евреев в пустыне и сказание о смерти Аарона;
- «Мидраш Птират Moшe» — о смерти Моисея;
- «Мидраш Таамей Хасерот ве-Иетерот» — на те слова Св. Писания, которые пишутся «полностью» или «не полностью», или читаются не так, как пишутся;
- «Мидраш Тадше» — на Быт. 1:11: «И Бог сказал, да произрастит земля»;
- «Мидраш Тмура» — что Господь создал в мире всё в виде двух антитез, дополняющих одна другую;
- «Мидраш Эле Эзкера» — о мученичестве 10 выдающихся законоучителей во время гонений Адриана;
- «Мидраш Эсер Галийот» — о десяти изгнаниях евреев (четыре в царствование Санхериба, четыре в дни Навуходоносора, одно в царствование Веспасиана и одно при Адриане);
- «Мидраш Эсфа» — на стихи из книг Чисел и Второзакония (сохранились только фрагменты).